# Ron van Eck
Ron van Eck (23 maart 1950 – 20 juli 2011) was een Nederlandse basgitarist die bij Supersister speelde.
Van Eck volgde het gymnasium in Den Haag en werd rond 1968 lid van een schoolbandje. Onder de naam Supersister werd dit een professionele band, die echter in 1973 de helft van zijn bezetting verloor. Van Eck en Robert Jan Stips namen nog een conceptalbum op met Herman van Boeyen en Charlie Mariano, maar in 1974 viel Supersister uit elkaar. Van Eck speelde hierna mee op Spiral Staircase van Sacha van Geest en Robert Jan Stips en nam zijn studie architectuur weer op. In 1976 richtte hij de groep Stamp n Go op.
In 2000 deed Van Eck mee aan reünieconcerten van Supersister. Enkele jaren later werd hij ziek. Hij deed in 2010 nog een kort optreden met Stips en Vrolijk voor VPRO-televisie en overleed in 2011.
Van Eck is componist van Looking Back The Moral Of Herodotus op Iskander, en co-componist van Present from Nancy en Memories Are New Boom-chick beide verschenen op het album Present from Nancy, Radio en Pudding en Gisteren beide verschenen op het album Pudding en Gisteren en van nagenoeg alle nummers op Iskander.